# 张氏翼鳕
张氏翼鳕（学名：Pteronisculus changae）一种已灭绝的辐鳍鱼，其化石发现于中国云南省罗平县中三叠纪安尼期皮尔逊亚期的海相地层中。种小名源自中国古生物学家张弥曼的姓氏。本种是翼鳕属（Pteronisculus）在中三叠世的第二个确切种。

## 特征
张氏翼鳕最大体长达295毫米，颞骨与鼻骨相接；间颞骨中部存在指向内侧的突起；内侧额外肩胛骨与外侧额外肩胛骨几乎一样大；眶后长度为头长的60%；悬器角度35度；鳃盖骨高度是下鳃盖骨高度的三倍；鳃盖前骨高度是鳃盖骨的一半；21根上神经骨；鳞式为D53/P15，A44，C71/T83。根据体型和口缘牙齿等特征推测张氏翼鳕是一个快速游动的捕食者，以浮游无脊椎动物和体型较小的鱼类或鱼类幼体为食。